# سمير الوافي
سمير الوافي (22 ديسمبر 1979 -) هو صحفي وإعلامي تونسي مختص في البرامج الحوارية. اشتهر ببرنامج الصراحة راحة الذي قدمه في قناة حنبعل ثم انتقل بعد ذلك إلى قناة التونسية ليقدم برنامج لمن يجرؤ فقط. وقدم أيضا برنامج «وحش الشاشة» في قناة التاسعة. يقدم الآن برنامج «هل تجرؤ» في قناة «قرطاج+». عمل سابقا صحفيا بجريدة الصريح حيث أجرى حوارات مع عدة شخصيات.

## النشأة والمسيرة
عمل سمير الوافي صحفيا بجريدة الصريح حيث أجرى حوارات صحفية مع عدة شخصيات مثل نانسي عجرم وغيرها. قدم بعد ذلك البرنامج الحواري الأسبوعي «الصراحة راحة» بقناة حنبعل ثم التحق بقناة الحوار التونسي ليقدم برنامج «لمن يجرؤ فقط» حيث استضاف عدة أسماء معروفة. ويقدم من 2018 إلى الآن برنامج «وحش الشاشة» على قناة التاسعة.

## الحياة الشخصية
كان متزوجا ثم طلق زوجته. وهو يشجع الترجي الرياضي التونسي.

## برامج من تقديمه
- الصراحة راحة، قناة حنبعل
- هذا أنا، قناة حنبعل
- شارع الحرية، قناة حنبعل
- لمن يجرؤ فقط، الحوار التونسي
- وحش الشاشة، التاسعة، 2018 - 2021
  - الموسم الثالث: من 4 أكتوبر 2020 إلى 2021.
- هل تجرؤ، قرطاج+، انطلق في 5 ديسمبر 2021 وانتهى في تاريخ لاحق.
- الوحش بروماكس, من 3 مارس 2024 إلى 30 يونيو 2024.